# Rzeczki (Mazovie)
Pour les articles homonymes, voir Rzeczki.
Rzeczki (prononciation : [ˈʐɛt͡ʂki]) est un village polonais de la gmina de Ciechanów dans le powiat de Ciechanów de la voïvodie de Mazovie dans le centre-est de la Pologne.
Le village possède approximativement une population de 150 habitants.

## Histoire
De 1975 à 1998, le village appartenait administrativement à la voïvodie de Ciechanów.